# ترنس بلنچرد
ترنس بلنچرد (انگلیسی: Terence Blanchard؛ زادهٔ ۱۳ مارس ۱۹۶۲) یک موسیقی‌دان اهل ایالات متحده آمریکا است.